# وزارة المالية (تشيلي)

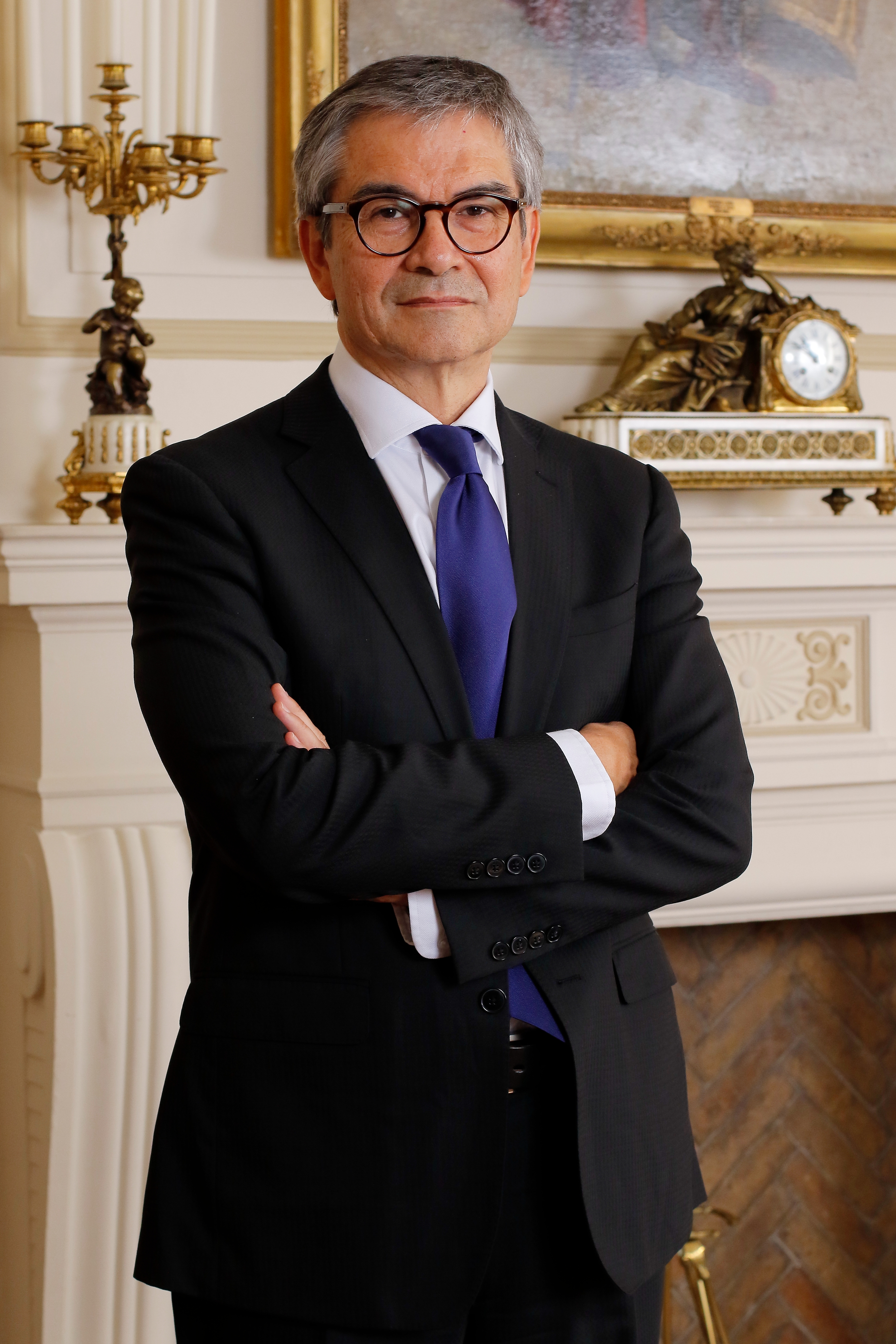
ماريو مارسيل، وزير المالية الحالي.

وزارة المالية التشيلية (بالإسبانية: Ministerio de Hacienda)‏ هو مكتب إداري على مستوى مجلس الوزراء المسؤول عن إدارة الشؤون المالية والسياسة المالية وأسواق رأس المال في تشيلي، بالإضافة إلى تخطيط وتوجيه وتنسيق وتنفيذ ومراقبة وإبلاغ جميع السياسات المالية التي يضعها رئيس تشيلي.
منذ مارس 2022 وزير المالية هو ماريو مارسيل.

## الأقسام
وفقاً للمادة 6 من المرسوم رقم 7912 لسنة 1927، تشمل مسؤوليات وزارة المالية، من بين أمور أخرى، ما يلي:
- إدارة السياسة المالية للدولة
- تحصيل وإدارة الإيرادات العامة
- محاسبة عامة
- دراسة السياسة الجمركية والتدخل في الاتفاقيات التجارية
- القضايا المتعلقة بالقوانين النقدية والبنوك ومؤسسات الائتمان
- القضايا المتعلقة برقابة الشركات والبورصة والتأمين
- كل ما يتعلق بالائتمان العام وعرض المشاريع التي تؤثر على المالية العامة في الكونغرس
- التطوير والدراسة الفنية لموازنة الدولة وحساب الاستثمار

ومن الناحية العملية، تنفذ وزارة المالية السياسات من خلال العديد من المؤسسات ذات الصلة والتابعة.
المؤسسات ذات الصلة:
- بانكوإستادو
- مديرية المشتريات الحكومية
- مديرية الخدمة المدنية
- دائرة الجمارك الوطنية
- خدمة الضرائب الداخلية
- إدارة المشتريات العامة والتوظيف
- هيئة الرقابة على البنوك والمؤسسات المالية
- هيئة الرقابة على الأوراق المالية والتأمين
- الإشراف على كازينوهات الألعاب
- وحدة التحليل المالي

المؤسسات التابعة:
- مكتب الميزانية
- الخزانة العامة للجمهورية

## السياسات
كانت إحدى السمات المركزية للسياسة المالية في شيلي هي طبيعتها المضادة للتغيرات والتقلبات. وقد تم تسهيل ذلك من خلال التطبيق الطوعي منذ عام 2001 لسياسة التوازن الهيكلي القائمة على الالتزام بهدف معلن يتمثل في تحقيق توازن هيكلي متوسط الأجل كنسبة من الناتج المحلي الإجمالي. ما يزيل التوازن الهيكلي تأثير الدورة الاقتصادية (بما في ذلك تقلب أسعار النحاس) على الإيرادات المالية ويقيد النفقات إلى مستوى ثابت مماثل.
ومن الناحية العملية، يعني هذا أن النفقات ترتفع عندما يكون النشاط الاقتصادي منخفضا وتنخفض في فترات الازدهار. كان الهدف هو 1% من الناتج المحلي الإجمالي بين عامي 2001 و2007، ثم تم تخفيضه إلى 0.5% في عام 2008 ثم إلى 0% في عام 2009 في أعقاب الأزمة المالية العالمية، وفي عام 2005، تم دمج العناصر الرئيسية لهذه السياسة الطوعية إلى التشريع من خلال قانون المسؤولية المالية (القانون رقم 20،128).